# Кубок Північної Ірландії з футболу 2022—2023
Кубок Північної Ірландії з футболу 2022–2023 — 143-й розіграш кубкового футбольного турніру в Північній Ірландії. Титул вдруге поспіль здобув Крузейдерс.

## Календар
| Раунд           | Дата                         | Матчі | Клуби    |
| --------------- | ---------------------------- | ----- | -------- |
| Перший раунд    | 13 серпня 2022               | 36    | 124 → 88 |
| Другий раунд    | 17 вересня 2022              | 32    | 88 → 56  |
| Третій раунд    | 29 жовтня – 5 листопада 2022 | 16    | 56 → 40  |
| Четвертий раунд | 26 листопада 2022            | 8     | 40 → 32  |
| 1/16 фіналу     | 6–7 січня 2023               | 16    | 32 → 16  |
| 1/8 фіналу      | 3–4 лютого 2023              | 8     | 16 → 8   |
| 1/4 фіналу      | 3–4 березня 2023             | 4     | 8 → 4    |
| 1/2 фіналу      | 31 березня – 1 квітня 2023   | 2     | 4 → 2    |
| Фінал           | 7 травня 2023                | 1     | 2 → 1    |

## 1/8 фіналу
| Команда 1         | Рахунок      | Команда 2                     |
| ----------------- | ------------ | ----------------------------- |
| 3 лютого 2023     |              |                               |
| Бангор (3)        | 1:2          | Крузейдерс                    |
| 4 лютого 2023     |              |                               |
| Нокбреда (1)      | 1:2          | Данганнон Свіфтс              |
| Балліміна Юнайтед | 4:1          | Ньюінгтон Ют (2)              |
| Кліфтонвілль      | 2:2 пен. 3:1 | Колрейн                       |
| Гленавон          | 0:1          | Харленд-енд-Вульф Велдерс (2) |
| Ларн              | 1:1 пен. 4:3 | Лінфілд                       |
| Портадаун         | 0:3          | Гленторан                     |
| Інститут (2)      | 0:1          | Балліклер Комрадс (2)         |

## 1/4 фіналу
| Команда 1                     | Рахунок | Команда 2         |
| ----------------------------- | ------- | ----------------- |
| 3 березня 2023                |         |                   |
| Харленд-енд-Вульф Велдерс (2) | 0:1     | Ларн              |
| 4 березня 2023                |         |                   |
| Балліклер Комрадс (2)         | 1:3 дч  | Балліміна Юнайтед |
| Кліфтонвілль                  | 1:2     | Данганнон Свіфтс  |
| Крузейдерс                    | 1:0     | Гленторан         |

## 1/2 фіналу
| Команда 1        | Рахунок | Команда 2         |
| ---------------- | ------- | ----------------- |
| 31 березня 2023  |         |                   |
| Ларн             | 0:2     | Балліміна Юнайтед |
| 1 квітня 2023    |         |                   |
| Данганнон Свіфтс | 0:1     | Крузейдерс        |

## Фінал
| Команда 1         | Рахунок | Команда 2  |
| ----------------- | ------- | ---------- |
| 7 травня 2023     |         |            |
| Балліміна Юнайтед | 0:4     | Крузейдерс |